# Chadwela
Chadwela – gaun wikas samiti we wschodniej części Nepalu w strefie Kośi w dystrykcie Sunsari. Według nepalskiego spisu powszechnego z 2001 roku liczył on 1125 gospodarstw domowych i 6244 mieszkańców (3063 kobiet i 3181 mężczyzn).